# 美沙酮中间体
美沙酮中间体是一种含氮有机化合物，分子式C19H22N2，是美沙酮合成的前体，1961年列入麻醉品单一公约的管制清单。